# Daniel Mellet
Daniel Mellet (Lausanne, 1923. június 8. – Lausanne, 2017. július 29.) svájci nemzetközi labdarúgó-játékvezető.

## Pályafutása

### Nemzeti játékvezetés
1955-ben lett az I. Liga játékvezetője. Az aktív nemzeti játékvezetéstől 1964-ben vonult vissza.

### Nemzeti kupamérkőzések
Vezetett Kupa-döntők száma: 2.

#### Svájci Kupa
| Időpont           | Helyszín               | Mérkőzés típusa        | Mérkőzés                               | Eredmény | Nézők száma |
| ----------------- | ---------------------- | ---------------------- | -------------------------------------- | -------- | ----------- |
| 1958. május 15.   | Wankdorf Stadion, Bern | döntő második mérkőzés | BSC Young Boys–Grasshopper Club Zürich | 4 – 1    | 33 000      |
| 1963. április 15. | Wankdorf Stadion, Bern | döntő első mérkőzés    | FC Basel–Grasshopper-Club Zürich       | 2 – 0    | 40 000      |

### Nemzetközi játékvezetés
A Svájci labdarúgó-szövetség Játékvezető Bizottsága (JB) terjesztette fel nemzetközi játékvezetőnek, a Nemzetközi Labdarúgó-szövetség (FIFA) 1957-től tartotta nyilván bírói keretében. Több nemzetek közötti válogatott és klubmérkőzést vezetett, vagy működő társának partbíróként segített. A svájci nemzetközi játékvezetők rangsorában, a világbajnokság-Európa-bajnokság sorrendjében többedmagával a 21. helyet foglalja el 2 találkozó szolgálatával. Az aktív nemzetközi játékvezetéstől 1964-ben búcsúzott. Válogatott mérkőzéseinek száma: 7.

#### Világbajnokság
A világbajnoki döntőhöz vezető úton Chilébe a VII., az 1962-es labdarúgó-világbajnokságra a FIFA JB bíróként alkalmazta.

##### Selejtező mérkőzés
| Időpont            | Helyszín                    | Mérkőzés típusa           | Mérkőzés              | Eredmény |
| ------------------ | --------------------------- | ------------------------- | --------------------- | -------- |
| 1961. március 19.  | Központi Stadion, Lisszabon | előselejtező (6. csoport) | Portugália–Luxemburg  | 6 – 0    |
| 1961. november 12. | Nemzeti Stadion, Casablanca | rájátszás                 | Marokkó–Spanyolország | 0 – 1    |

#### Európa-bajnokság
Az európai labdarúgó torna döntőjéhez vezető úton Spanyolországba az II., az 1964-es labdarúgó-Európa-bajnokságra  az UEFA JB játékvezetőként foglalkoztatta.

##### Európa-bajnoki mérkőzés
| Időpont            | Helyszín               | Mérkőzés típusa    | Mérkőzés                | Eredmény | Nézők száma |
| ------------------ | ---------------------- | ------------------ | ----------------------- | -------- | ----------- |
| 1963. november 10. | Olimpiai Stadion, Róma | egyik nyolcaddöntő | Olaszország–Szovjetunió | 1 – 1    | 82 000      |
| 1964. június 20.   | Camp Nou, Barcelona    | bronzmérkőzés      | Magyarország–Dánia      | 3 – 1    | 3869        |

#### Nemzetközi kupamérkőzések
| Időpont           | Helyszín   | Mérkőzés típusa                          | Mérkőzés                 | Eredmény |
| ----------------- | ---------- | ---------------------------------------- | ------------------------ | -------- |
| 1962. december 4. | Ismeretlen | előselejtező (első forduló; 3. mérkőzés) | SSC Napoli–Újpesti Dózsa | 3 – 1    |